# Lobsang Sangay

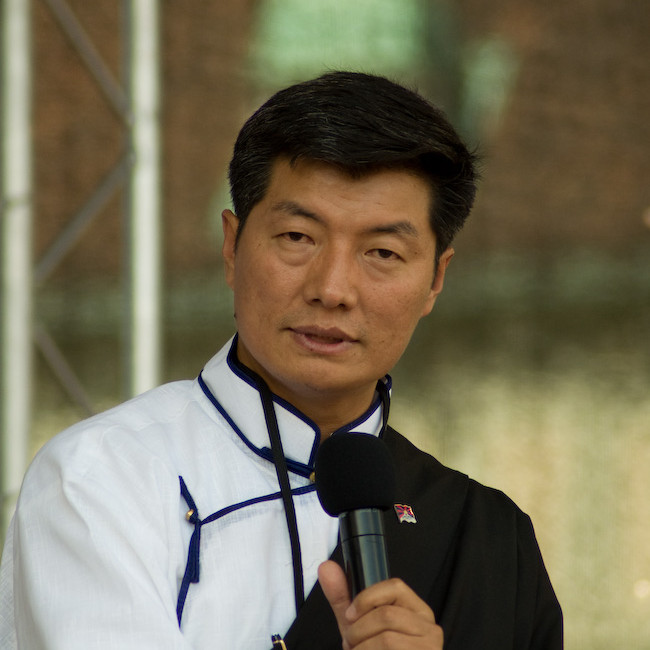
Lobsang Sangay, Wien 2012

Lobsang Sangay (tibetisch བློ་བཟང་སེང་གེ་ Wylie blo bzang seng ge; * 1968 in Darjeeling, Westbengalen, Indien) ist Jurist und Völkerrechtler sowie Politiker.
Er arbeitete an der Harvard Law School in Cambridge, Massachusetts, bis er Ende April 2011 als Nachfolger von Lobsang Tendzin zum Ministerpräsidenten der tibetischen Exilregierung gewählt wurde. Seither bezeichnet er Dharamsala als Zentrum seines Lebens.

## Leben
Sangay wuchs in einer tibetischen Siedlung in Indien auf und besuchte die Zentrale Schule für Tibeter in Sonada und Darjeeling. Er erwarb seinen BA (Honors) im Fach Englische Literatur und den LLB an der Delhi University. 1992 wurde er als jüngstes Vorstandsmitglied des Tibetan Youth Congress (CENTREX) gewählt, einer vom Staatsrat der Volksrepublik China im Zuge der tibetischen Unruhen 2008 als „terroristische Organisation“ bezeichneten Gruppierung.
Als Fulbright-Stipendiat erwarb er 1996 den Master- und 2004 den Doktor-Titel in Rechtswissenschaften an der Harvard Law School. Er war der erste Tibeter, der dort diesen Titel erhielt und seine Dissertation Democracy and History of the Tibetan Government-in-Exile from 1959–2004 („Demokratie und Geschichte der tibetischen Exilregierung von 1959 bis 2004“) wurde mit dem Yong K. Kim '95 Prize des East Asian Legal Studies (EALS)-Studienprogramms an der HLS ausgezeichnet. 2005 wurde ihm durch das Bildungsministerium der Vereinigten Staaten ein Waiver gewährt, um seine wissenschaftlichen Arbeiten in den USA fortsetzen zu können.
2007 wurde er von der Asia Society zu einem der Young Leaders of Asia (Jungen Führungspersönlichkeiten Asiens) sowie zum Delegierten des World Justice Forums in Wien (Österreich) gewählt, worin sich Top-Juristen und -Richter aus der ganzen Welt versammeln.
2008 sagte er als Experte vor dem United States Senate Foreign Relations Subcommittee on East Asian and Pacific Affairs (Unterausschuss des Senats für auswärtige Beziehungen zu Ostasien und dem Pazifikraum) aus, zusammen mit John Negroponte, dem damaligen Vizeaußenminister der Vereinigten Staaten.
Lobsang Sangay ist verheiratet und hat ein Kind. In Tibet selbst ist er bislang nicht gewesen. Sangay spricht Tibetisch, Englisch, Hindi, Nepali sowie etwas Tshangla (im Pemakö-Dialekt) und Chinesisch.

## Politische Karriere
Nachdem der Dalai Lama angekündigt hatte, sich von seinen politischen Aufgaben zurückziehen zu wollen, galt Lobsang Sangay als aussichtsreicher Kandidat für das Amt des Regierungschefs der tibetischen Exilregierung in Dharamsala (Indien).

## Videos
- Dr. Lobsang Sangay on Situation in Tibet. Youtube.com/TibetArchive (englisch)
- Dr. Lobsang Sangay • Special Meeting in Dharamsala. Youtube.com (englisch)

## Schriften (Auswahl)
- Lobsang Sangay: Human rights and Buddhism: cultural relativism, individualism & universalism. Harvard Law School, 1996.
- Lobsang Sangay: Tibet: Exiles’ Journey. In: Journal of Democracy. Band 14, Nr. 3, 2003, S. 119–130.
- Lobsang Sangay: Democracy in distress: is exile polity a remedy?: a case study of Tibet’s government in exile. Harvard Law School, Juni 2004.

### Weitere
- Interview. minnesota.publicradio.org
- After Dalai Lama, who would be the most important Tibetan? timesofindia.indiatimes.com
- 西藏總理候選人－洛桑僧格博士. tibet.org.tw
- Sikyong Dr Lobsang Sangay speaking during ceremonies celebrating the 600h Anniversary of the founding of Drepung Monastery. dalailama.com